# Thaly Kálmán
Tali és szécsiszigeti Thaly Kálmán (Csép, 1839. január 3. – Zablát, 1909. szeptember 26.) költő, író, történész, tiszteletbeli bölcsészdoktor, a Magyar Tudományos Akadémia tiszteleti tagja, országgyűlési képviselő. Jókai Mór másodunokatestvére. Ismert még jó néhány, főleg a kuruc korhoz kötődő irodalmi hamisításairól.

## Életútja
A nemesi származású tali és szécsiszigeti Thaly család sarja, tali és szécsiszigeti Thaly Lajos (1794–1850), Esztergom vármegye közigazgatási főbírája és nagymadi Barthalos Katalin (1807–1880) fia, született 1839. január 3-án Csépen (Komárom vármegye). 1850-ben Pozsonyba ment gimnáziumba, azután Pápára, ahol középiskolai tanulmányait befejezte. 1856-ban Pesten a református teológiára iratkozott be, de azután az egyetemen  a jogi és bölcseleti tantárgyakat hallgatta.
1860-tól '64-ig a Pesti Napló szerkesztőségi tagja, 1864-től '69-ig a magyar irodalomtörténet tanára volt a pesti evangélikus főgimnáziumban mint Gyulai Pál utódja. A Magyar Tudományos Akadémia 1864. január 20-án levelező tagjának választotta (1880. május 20-án lett rendes tag, 1907. május 1-jén tiszteleti tag; 1904. május 10-én és újból 1907. május 1-jén osztályelnökké választotta a nagygyűlés).
1869. március 9-én a Honvédelmi Minisztériumhoz titkárrá nevezték ki, később osztálytanácsosi rangban működött, és tevékenységet fejtett ki a honvédség szervezése és a magyar katonai műnyelv megállapítása körül. Állását 1875 őszéig viselte, amikor politikai okokból megvált a minisztériumtól. Ettől kezdve kizárólag történeti kutatásokkal foglalkozott.

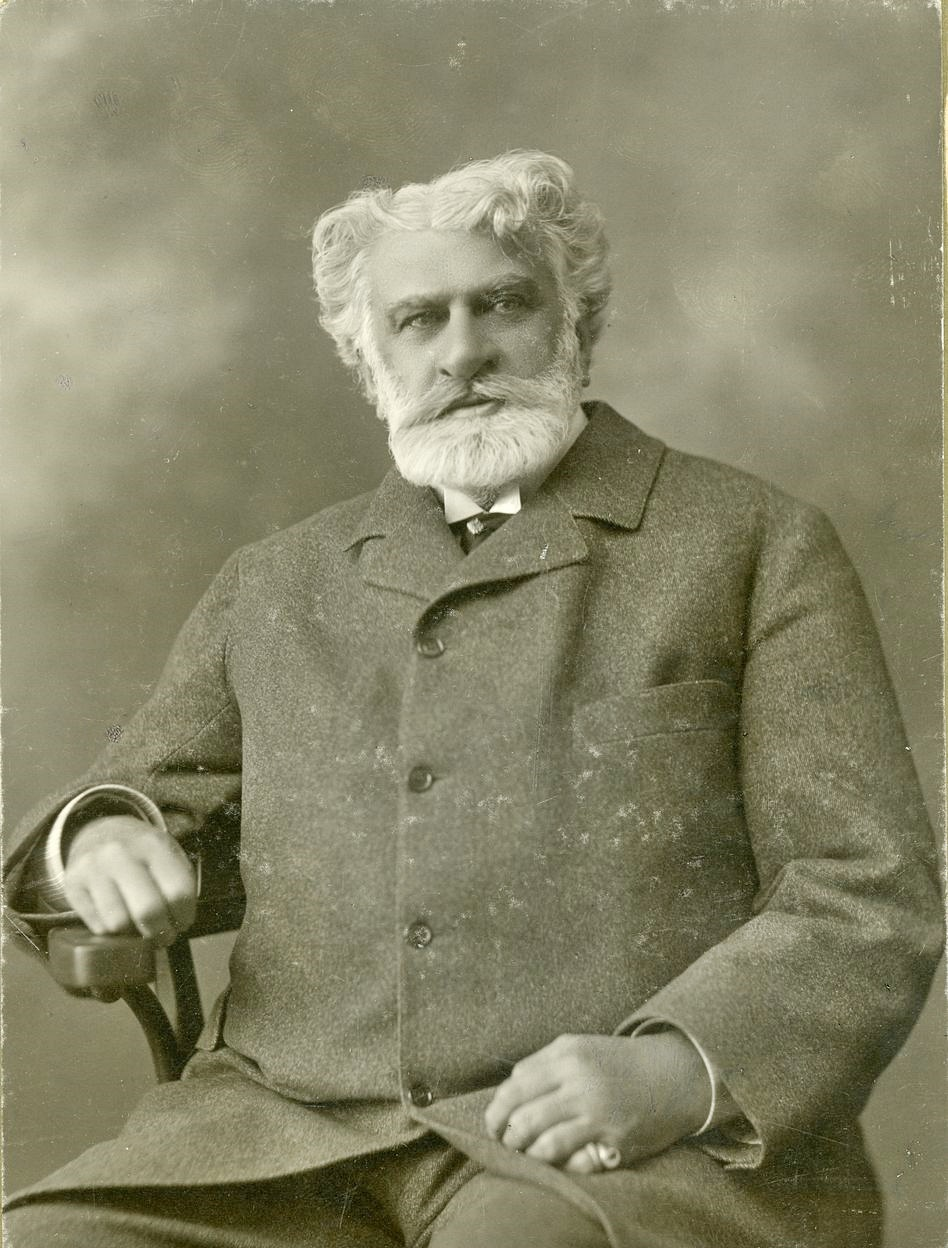
Thaly Kálmán időskori fényképe (Erdélyi Mór felvétele)

1867 májusában a Magyar Történelmi Társulat megalapításakor annak titkárává, s közlönyének, a Századoknak a szerkesztőjévé júliusban választották, mely tisztét 1875 szeptemberéig viselte. 1878-ban a budapesti ferencvárosi kerület választotta meg országgyűlési képviselőnek, 1881-től kezdve pedig állandóan a debreceni I. kerületet képviselte a parlamentben. A politikában a függetlenségi eszméknek volt híve és a pártnak hosszú időn át másod-, majd tiszteleti elnöke. Az ő indítványára határozta el a képviselőház, hogy az ezredév emlékére az ország hét pontján emlékművet állíttat, és ezek kijelölésével és felállításával mint kormánybiztost, őt bízták meg. Az ezredéves országos kiállítás történelmi csoportjának egyik rendezője és alelnöke volt, amely a kiállításon aranyérmet kapott. A millennium alkalmából a kolozsvári egyetem tiszteleti, a bölcseleti kar díszdoktorává választotta.
Tiszteletbeli tagja a Komárom vármegyei Múzeum Egyesületnek, a pozsonyi Toldy Körnek pedig évekig elnöke volt, attól kezdve, hogy betegeskedése miatt állandó lakhelyét Pozsonyba helyezte át.

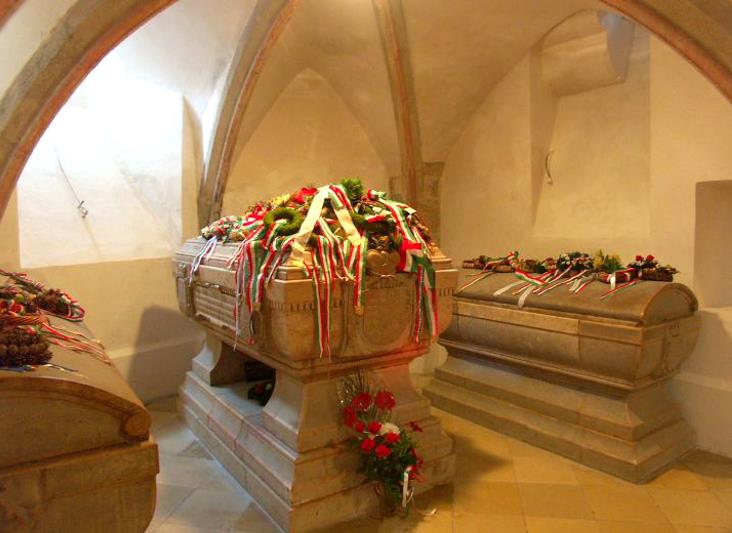
Kripta a kassai Szent Erzsébet-dómban. 1906-ban itt helyezték örök nyugalomra II. Rákóczi Ferenc, édesanyja Zrínyi Ilona és a fejedelem idősebbik fia, Rákóczi József hamvait. Itt nyugszik még generálisa, tábornagya Esterházy Antal gróf, udvarmestere Sibrik Miklós ezereskapitány, társa Bercsényi Miklós gróf és annak felesége, Csáky Krisztina grófnő

A nagy obstrukció idején, amely gróf Tisza István kormánya ellen irányult, 1904-ben, az ellenzék az ő kérésére kötött fegyverszünetet, és e működése elismeréséül az országgyűlési pártok emlékérmet verettek tiszteletére, a király pedig az ő kérésére ekkor rendelte el II. Rákóczi Ferenc, Thököly Imre, Bercsényi Miklós és felesége, Csáky Krisztina (†1723), Esterházy Antal (1676–1722) generális, tábornagy és Sibrik Miklós (†1735) ezereskapitány és több más bujdosó hamvainak hazaszállítását, amit Thaly már 30 év óta folyton sürgetett és a törvényhatóságokkal sürgettetett. Végül Tisza István miniszterelnök őt és Thallóczy Lajost bízta meg a hamvak hazahozatalának lebonyolításával (1906 októbere). Thaly történelmi munkásságát egyébként már az 1860-as évek elejétől kezdve nagyobbrészt Rákóczi korának, a kurucvilág eseményeinek ismertetésére fordította. Gazdag forrásait nyitotta meg e kor történeti irodalmának az eredeti oklevelek, naplók, feljegyzések kiadásával és feldolgozásával, ugyanakkor a kuruckor számára érzelmi kérdés is volt, arról álmodozott, hogy felkutatják minden kuruc vitéz sírját, majd a fellelt maradványokat Gellérthegyen temetik újra el.
A kuruc költészet iránti lelkesedését azonban megkérdőjelezhető túlzásokba vitte. Mint később kiderült, körülbelül tíz általa eredeti kuruc balladaként közölt műnek a szerzője maga Thaly volt. A hamisítás tényére már Thaly halála után rájöttek, de csak a 2000-es években vetődött fel, hogy akár történelmi forrásokat is hamisíthatott, mégpedig egy Zrínyi Miklósnak tulajdonított rejtjeles levelet. A hamis kuruc versekben nem nehéz észre venni Thaly nyelvi és stilisztikai jellemzőit, így azok könnyen elkülöníthetők a valódi kuruc alkotásoktól: a balladák szerkezete túl átgondolt, ezenkívül olyan szavakat használnak néha, amelyek a 17. század végén és a 18. század elején nem voltak a magyar nyelvben. Ezek a művek ugyanakkor többször szólnak Thaly által igencsak kedvelt és tudományos munkáiban gyakran tárgyalt személyekről (pl. Bezerédi Imre). Ezenkívül Thaly saját történelmi tévedései is megjelennek, pl. a rézdob, ami viszont a Rákóczi-szabadságharc idején még nem is létezett. Közvetlen a halála után e irodalmi hamisításokról még elnézően vélekedtek, hamis balladái népszerű népdallá lettek.
Thaly a múzeumok és könyvtárak országos tanácsának alelnöke is volt. 1901. február 18-án a király az 1900. évi párizsi világkiállítás magyar osztálya körül szerzett érdemei elismeréseképpen, különösen a híres „huszárterem” eszméjének felvetéséért és létesítéséért, negyvenéves történetbúvári jubileuma alkalmából, a Szent István-rend lovagkeresztjével tüntette ki.
A Magyar Heraldikai és Genealógiai Társaság, az Országos Régészeti és Embertani Társulat, az Országos Műemlékek Bizottságának tagja, a milánói és torinói királyi tudományos Akadémia kültagja; a török császár Medsidje-rend harmadik osztályának, az olasz királyi Lázár- és San Maurizio-rend tiszti lovagkeresztjének tulajdonosa, több hazai város díszpolgára, a Petőfi Társaság és a temesvári Arany Társaság tiszteletbeli és több vidéki közművelődési egyesület dísztagja volt.
1909. szeptember 26-án hunyt el régi barátja, Polyák Béla Trencsén megyei, zabláti birtokán. Pozsonyban temették el. Végrendeletében ötezer koronát hagyott a Magyar Tudományos Akadémiára.

## Művei

### Szépirodalmi művei
Első szépirodalmi kísérlete, a Bujdosó lélek, 1855-ben jelent meg a Budapesti Visszhangban; ezt elbeszélő és lírai költeményeinek hosszú sora követte a hírlapokban és folyóiratokban.
Költeményeket írt a következő hírlapokba és folyóiratokba: Magyar Néplap (1856–57), Kalauz (1857–58), Nővilág (1857–60), Magyar Posta (1857), Magyar Szépirodalmi Közlöny (1858), Győri Közlöny (1857–60), Divatcsarnok (1855–60), Hölgyfutár (1856–63), Szépirodalmi Közlöny (1858), Remény (1858), Népujság (1859), Képes Ujság (1859–60), Két garasos Ujság (1859), Nép Ujsága (1860), Magyar Színházi Lap (1860), Szigeti Album (1860), Széchenyi Album (1860), Képes Világ (1868), Vasárnapi Ujság (1855–69., 1903. költ. és cikkek).

### Tudományos művei
Az 1860-as évek elejétől kezdve már egészen búcsút vett a költészettől, és teljesen a történetírással foglalkozott. Pozsonyban jelent meg a Stampfel kiadónál 1881-ben, az eredeti levelek s más egykorú följegyzések nyomán született „Második Rákóczi Ferencz fejedelem ifjúsága 1676-1701” című, Rákóczi életével kapcsolatos történelmi tanulmánya. Híres kétkötetes történeti tanulmányát „Ocskay László II. Rákóczi Ferenc fejedelem brigadérosa és a felső-magyarországi hadjáratok 1703 - 1710.” címmel a Franklin-Társulat adta ki 1905-ben. Történelmi cikkei nagyobbrészt a Századokban jelentek meg; írt az Archaeologiai Értesítőbe, az Akadémiai Értesítőbe, a Turulba, a Hadtörténelmi Közleményekbe, a Magyar Történelmi Tárba.
Cikkeit, munkáit felsorolja a Magyar Tudományos Akadémia Almanachja 1865-től.
1903-ban jelent meg Kuruczvilág című verseskötete, melyben saját kuruc témájú költeményeit gyűjtötte össze.
A Thaly család levéltára a Magyar Országos Levéltárban található.
- Bottyán János II. Rákóczi Ferencz fejedelem vezénylő tábornoka. Pest, 1865
- A nagy-szombati harcz : hadtörténeti epizód a kuruczvilágból : toldalékul: A győrvári harcz. Pest, 1869
- Késmárki Tököly Imre és némely főbb híveinek naplói és emlékezetes írásai. Pest, 1873
- II. Rákóczi Ferenc fejedelem leveleskönyvei, levéltárának egykorú lajstromaival : 1703-1712. Szerk. Pest, 1873
- Történelmi naplók : 1663-1719. Budapest, 1875
- Az első hazai hírlap 1705-1710. Budapest, 1879
- Székesi gróf Bercsényi Miklós főhadvezér és fejedelmi helytartó leveleskönyvei s más emlékezetreméltó iratai : 1705-1711. Budapest, 1882
- Az 1683-iki táborozás történetéhez : Hg. Esterházy Pál nádor kiadatlan kéziratai és levelezése nyomán. Budapest, 1883
- Bottyán János vezénylő tábornok levelezései s róla szóló más emlékezetreméltó iratok : 1685-1716. Budapest, 1883
- A székesi gróf Bercsényi család, 1525-1865. Budapest, 1885
- Irodalom- és míveltségtörténeti tanulmányok a Rákóczi-korból. Budapest, 1885
- Pótlékok s betűrendes név-és tárgymutató II. Rákóczi Ferencz levéltára Első osztály I-IX. köteteihez. Budapest, 1889
- Thököly Imre fejedelem 1691-1692-iki leveleskönyve. Budapest, 1896
- A báró Orlay s gróf Serényi család. Budapest, 1898
- Gróf Eszterházy Antal kurucz generális tábori könyve : 1706-1709. Budapest, 1901
- De Saussure Czézárnak II. Rákóczi Ferencz fejedelem udvari nemesének Törökországi levelei 1730-39-ből és följegyzései 1740-ből, a fejedelem utolsó éveiről, haláláról, végrendeletéről és emlékiratairól. Budapest, 1909